# Claudette Mink
Claudette Mink, née à Toronto (Canada) le 4 avril 1971, est une actrice canadienne.

## Biographie
Elle est vue dans le rôle de Jamie dans Les Démons du maïs 7.

## Filmographie partielle

### Au cinéma
- 2001 : Les Démons du maïs 7 de Guy Magar
- 2001 : Monkeybone de Henry Selick
- 2003 : Paycheck de John Woo
- 2005 : Tamara de Jeremy Haft
- 2007 : Le Chantage de Mike Barker

### À la télévision
- 1997 : Sliders : Les Mondes parallèles (saison 3, Un monde de pyramides)
- 1998 : Welcome to Paradox (épisode News from D Street)
- 1998 : Au-delà du réel : L'aventure continue : Jessica Brooks (saison 4, épisode 5 : hors-jeu)
- 2000 : Andromeda : Kae-Lee  (épisode A Rose in the Ashes)
- 2003 : Phénomènes (téléfilm)
- 2003 : Le Diamant de la peur (TV) : Carly
- 2004 : Dead Like Me : Jeannie Bead (saison 2, épisode Rites of Passage)
- 2004 : Kingdom Hospital : Celeste Daldry (4 épisodes)
- 2004 : Smallville : Corinne Hartford (saison 4, épisode  Bound)
- 2005 : Séduction criminelle (téléfilm)
- 2005 : Une ennemie si proche (téléfilm)
- 2005 : 24 heures chrono (saison 4) : Kelly Girard
- 2006 : Battlestar Galactica (saison 2, épisode 14)
- 2006 : The L Word : Marlene (saison 3, épisode Losing the Light)
- 2008 : Piégée sur la toile (téléfilm)
- 2008 : The Guard : Police maritime : Laura Nelson (7 épisodes)
- 2009 : Harper's Island : Katherine Wellington (9 épisodes)
- 2012 : La Guerre des cookies (téléfilm)